# Nowy Europejski Wskaźnik Ichtiologiczny

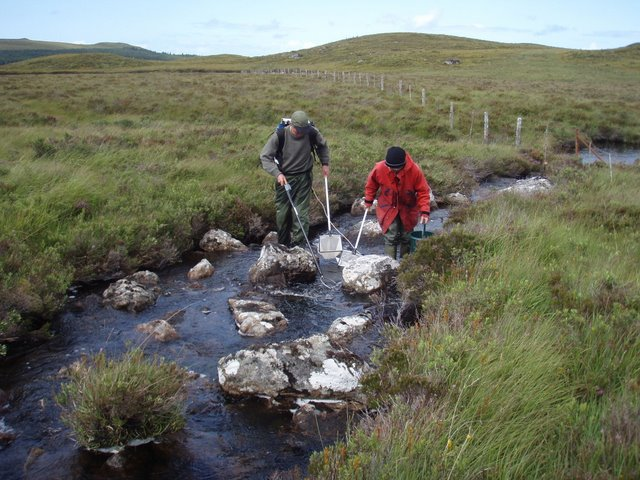

EFI+ (Nowy Europejski Wskaźnik Ichtiologiczny) – wskaźnik oceny stanu ekologicznego wód na podstawie ichtiofauny o szerszym zakresie stosowalności niż wskaźnik EFI (Europejski wskaźnik Ichtiologiczny).
Wskaźnik został opracowany w ramach projektu realizowanego w latach 2007–2009 pn. „Udoskonalenie i rozszerzenie przestrzenne Europejskiego Wskaźnika Ichtiologicznego EFI+” (ang. Improvement and spatial extension of the European Fish Index EFI+). Projekt został zrealizowany przez konsorcjum 14 instytucji z krajów UE (Austria, Finlandia, Francja, Niemcy, Węgry, Włochy, Polska, Portugalia, Rumunia, Hiszpania, Szwecja, Szwajcaria i Wielka Brytania).  Zakres badań nad wskaźnikiem obejmował wody na obszarze Europy Północnej, Europy Południowej oraz obszar Morza Śródziemnego.

## Obliczanie wskaźnika EFI+

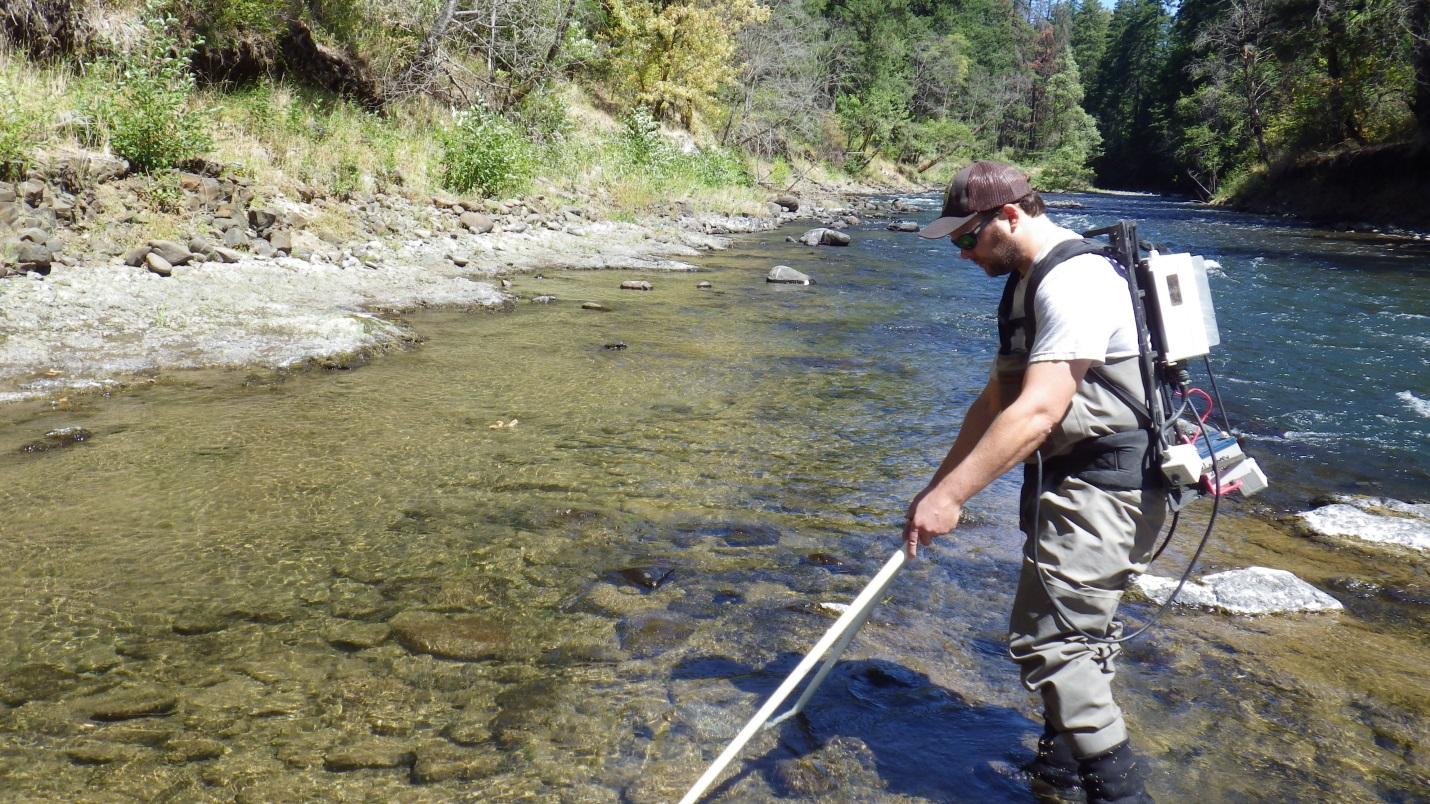

Analizie podlegają dane zebrane w trakcie badań terenowych. EFI+ precyzuje, że najkorzystniejszym okresem połowu dla celów monitoringowych jest okres przełomu lata i jesieni (15 sierpnia – 31 października) ze względu na najniższy stan wód.
Materiał zebrany w trakcie badań monitoringowych jest protokołowany, dodatkowo zbierane są dane i parametry stanowisk połowowych. Przykład protokołu służącego do gromadzenia danych do monitoringu rzek dla potrzeb oceny ich stanu ekologicznego na podstawie ichtiofauny. Wskaźnik obliczany jest przy wykorzystaniu programu on-line. 
Dane dotyczące: stanowiska i terminu połowu, metody odłowu, parametrów abiotycznych służących ustaleniu oczekiwanych wartości wskaźników  oraz liczby złowionych ryb, wprowadza się do arkusza podstawowego (input1 all actual variables) w formacie MS Excel. Arkusz ten znajduje się w pliku programu MS Excel o nazwie EFI+spreadsheet.
Obliczenie wskaźnika EFI+ wykonywane jest automatycznie (w trybie on-line) przez program zainstalowany na serwerze Uniwersytetu Rolniczego BOKU w Wiedniu, do którego wysyłane są dane wyjściowe. Wynik oceny przesyłany jest zwrotnie w pliku o nazwie newEFI+ output1. Zawiera on między innymi dane stanowiska, przewidywane i obserwowane wartości metryk, wskazanie wyboru wskaźnika dla rzek z dominacją ryb łososiowatych lub karpiowatych oraz wartość wskaźnika EFI+ w przedziale od 0 do 1, będącą średnią arytmetyczną z odpowiednich dwóch indeksów.

## EFI+ PL
W ramach projektu „Badania ichtiofauny w latach  2010-2012 dla potrzeb oceny stanu ekologicznego wód wraz z udziałem w europejskim ćwiczeniu  interkalibracyjnym –rzeki” opracowano Polską metodę oceny stanu ekologicznego rzek w oparciu o ichtiofaunę. 
Metoda opracowana w 2013 r. wykorzystuje wskaźnik EFI+, po modyfikacji dostosowanej do warunków Polski – jako indeks EFI+PL, który został rekomendowany do stosowania dla większości typów abiotycznych rzek w Polsce, wraz z uzupełniającym wskaźnikiem dotyczącym oceny występowania ryb dwuśrodowiskowych (D).
EFI+PL nie może być używana do określania stanu  ekologicznego niektórych typów rzek. Dotyczy to rzek należących do wymienionych poniżej typów abiotycznych (Dz. U. 2011, nr 258 poz. 1549):potok lub strumień na obszarze będącym pod wpływem procesów torfotwórczych (typ 23), mała i średnia rzeka na obszarze będącym pod wpływem procesów torfotwórczych (typ 24), ciek łączący jeziora (typ 25), a także starorzeczy (EFI+ Manual 2009).
Dla tych typów rzek wskazane jest stosowanie innej metody oceny stanu ekologicznego, opartej na wskaźniku integralności biotycznej –IBI.

### Metryki wskaźnika EFI+PL
Metryki wskaźnika EFI+ PL określone zostały na podstawie funkcjonalnych grup gatunków, odwzorowujących cechy główne biologiczne i ekologiczne zespołów ryb. 
Problem przy interpretacji wyników oceny stanu wód stanowi grupa gatunków obcych dla polskiej ichtiofauny, która zawyża wynik oceny ze względu na ich przynależność do gildii uwzględnionych w metrykach wskaźnika EFI+. Aby uniemożliwić zawyżenie  wyników badań wskaźnika EFI+ wprowadzono blokadę metryk dla gatunków wsiedlonych i inwazyjnych. Dotyczy ona 10 gatunków ryb: pstrąg tęczowy, pstrąg źródlany, palia alpejska, peluga, tołpyga biała, amur, sumik czarny, muławka bałkańska, babka bycza. 
Metryki obowiązujące:
- Metryka Ni.O2.Intol - wykorzystywana do oceny rzek z dominacją ryb łososiowatych; odnosi się do zagęszczenia osobników gatunków wrażliwych na niedobory tlenu
- Metryka Ni.Hab.Intol.150 - wykorzystywana do oceny rzek z dominacją ryb łososiowatych; odnosi się do zagęszczenia ryb w klasie długości całkowitej do 150 mm nietolerujących degradacji siedlisk
- Metryka Ric.RH.Par - wykorzystywana do oceny rzek z dominacją ryb karpiowatych; odnosi się do bogactwa gatunkowego ryb wymagających do rozrodu środowiska lotycznego.
- Metryka Ni.LITHO - wykorzystywana do oceny rzek z dominacją ryb karpiowatych.